# Schardt (Adelsgeschlecht)

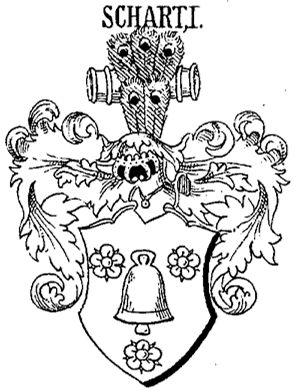
Wappen der Schardt (I) in Siebmachers Wappenbuch

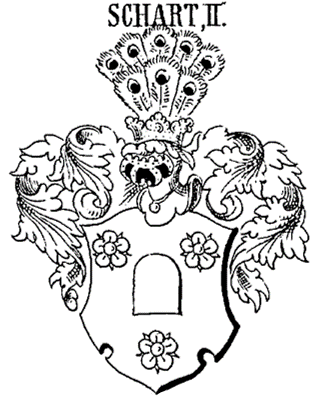
Wappen der Schardt (II) in Siebmachers Wappenbuch

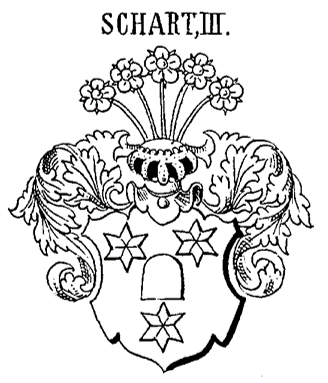
Wappen der Schardt (III) in Siebmachers Wappenbuch

Die von Schardt, auch Schard, Scharth, Schart, Schartt, Scharte, genannt von Gleina, waren ein thüringisches Adelsgeschlecht, eine Nebenlinie und die Erben der Ritter von Gleina.

## Geschichte
Nach dem Aussterben der männlichen Linie der Ritter mit Hermann von Gleyn († 1497), übernahm dessen Neffe Gebhardt Schart, genannt von Glina das Bamberger Lehen über den Rittersitz. Die vier Sattelhöfe gingen an andere Familienmitglieder. Oberlehnsherr von Gleina bei Freyburg war das Erzbistum Bamberg, das die Edlen Herren von Querfurt belehnte, die es wiederum als Afterlehen an die Scharte weiter belehnte. Rittergüter in Gleina und Naundorf bei Oschatz (1657–1691) mit Casabra (1681) im Amt Oschatz. Dietrich von Schart war 1625 Mitglied der Fruchtbringenden Gesellschaft. 1708 verkaufte der herzoglich-sächsisch-eisenachsche Oberschenk August von Schardt († 1745, ⚭ n.n. vom Thüna) das der Familie noch verbliebene Gut in Gleina und verließ das Dorf. Friedrich Wilhelm von Schardt war 1725–1745 Geheimer Regierungsrat und Ratsmann und Ratsmeister in Halle. Der Kammerherr und Schlosshauptmann Ludwig Ernst Wilhelm von Schardt war langjähriges Mitglied der Freimaurerloge Anna Amalia zu den drei Rosen und des Illuminatenorden in Weimar. Kammerherr Ernst Carl Konstantin von Schardt (* 1744 † 1833, Sohn des Hofmarschalls und Geheimen Rates in Weimar Johann Christian Wilhelm von Schardt † 1790), Geheimer Regierungsrat am Hof von Sachsen-Weimar, Präsident des Landschaftskollegiums in Weimar und Mitglied des Illuminatenordens. Seine Schwester Charlotte Ernestine Albertine von Stein (geb. von Schardt * 1742 † 1827) ging als Freundin von Johann Wolfgang von Goethe in die literarische Ewigkeit ein. Die Familie ist im 19. Jh. erloschen.
In Wien wurde 1675 dem kursächs. Rittmeister Johann (v.) Schard(e)/Schardt zu Naundorf der rittermäßige Reichsadelstand bestätigt und erneuert.

## Persönlichkeiten
- Dietrich Schardt († 1636), sächsischer Rittergutsbesitzer und als der Geschwinde Mitglied der 1617 gegründeten Fruchtbringenden Gesellschaft
- Ernst Carl Constantin von Schardt (1744–1833), sachsen-weimarischer Beamter und Illuminat
- Sophie von Schardt (1755–1819), Mitglied der Weimarer Hofgesellschaft zu Goethes Zeit

## Wappen
Die Scharte hatten das Gleinaer Wappen übernommen: ursprünglich eine Pflug-Schar, die von drei (2:1) Rosen begleitet wird. Später wird im blauen Schild statt der Schar ein gestürztes goldenes Herzschild oder eine Glocke mit Klöppel gezeigt. Auf dem gekrönten Helm ein Pfauenspiegel belegt mit den Rosen.
Die Scharte auf Naundorf führten im Wappen auf Rot eine liegende silberne Pflugschar. Auf dem gekrönten Helm mit Rot Silbernen Decken, das Schaar aufrecht, zwischen einem schwarzen offenen Flug.
In einer Variante wird der Schild mit Sternen anstatt mit Rosen dargestellt.